# Wengleinpark
Der Wengleinpark ist ein 1930 von Carl Wenglein gegründeter Naturschutzpark bei dem zur Gemeinde Pommelsbrunn gehörenden Ort Eschenbach im mittelfränkischen Landkreis Nürnberger Land.

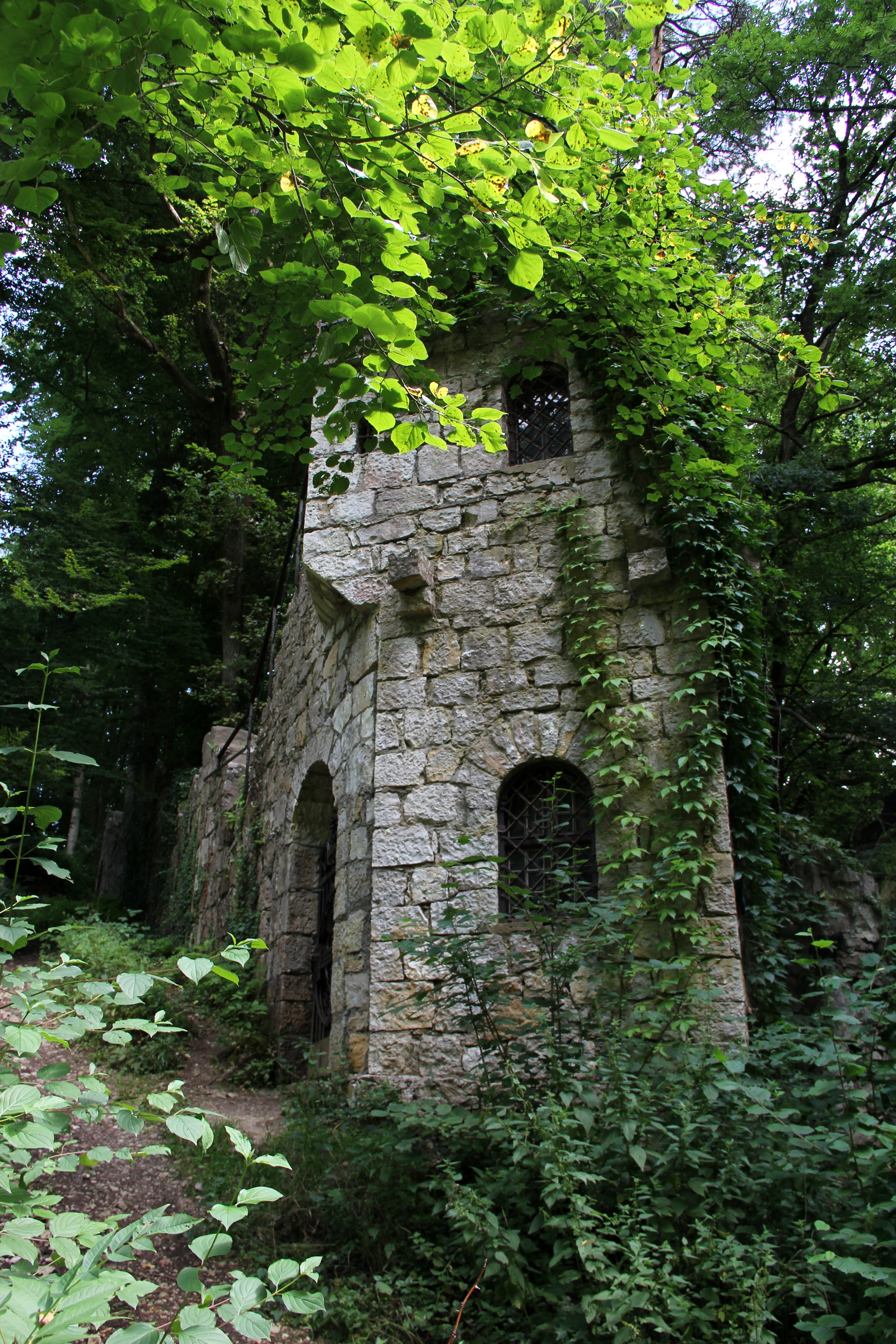
Heroldturm (Juli 2012)

In dem 6 Hektar großen Park befindet sich ein 1,8 Kilometer langer Naturlehrpfad sowie ein Informationshaus. Der Park ist Bayerns ältestes noch aktiv für die Umweltbildung genutztes Naturschutzgelände. Es liegt mitten im FFH-Gebiet „Traufhänge der Hersbrucker Alb“. 
Das Gelände wurde 1930 von Carl Wenglein gekauft, um hier ein privates Natur-Refugium zu errichten. Bald entwickelte sich der Park zu einem beliebten überregionalen Ausflugsziel. 1966 erwarb der Bund Naturschutz in Bayern den Park und betreut ihn seit 1976 durch die Ortsgruppe Hersbrucker Land. 

Das Naturschutzzentrum Wengleinpark konnte 1987 eröffnet werden. Seit 1994 ist es eine offizielle Umweltstation des Bundes Naturschutz in Bayern mit finanzieller Unterstützung durch den Bezirk Mittelfranken und den Freistaat Bayern. Die Wege, Informationsgebäude und sonstigen Einrichtungen stehen seit 2003 unter Denkmalschutz. Das Gelände ist vom Bayerischen Landesamt für Denkmalpflege als Baudenkmal (D-5-74-147-104) ausgewiesen. 
Im Jahr 2008 wurde die Anlage neu gestaltet und zum Hutanger-Erlebnisgebiet Wengleinpark erweitert. Die Fläche wurde auf 12 Hektar vergrößert.
Durch den Park führt ein etwa zwei Kilometer langer Lehrpfad mit zahlreichen Informationstafeln.